# Tiếng Komi
Tiếng Komi (tên tự gọi: коми кыв, chuyển tự komi kyv /komi kɨv/) là một ngôn ngữ Ural và là ngôn ngữ dân tộc của người Komi, nói ở phần châu Âu của Nga. Có thể coi tiếng Komi là một ngôn ngữ với nhiều phân ngữ hay một nhóm ngôn ngữ liên quan chặt chẽ. Tiếng Komi là một nửa của nhóm Perm. Ngôn ngữ Permi còn lại là tiếng Udmurt.
Trong số nhiều phương ngữ Komi, có hai thổ ngữ lớn thường được công nhận: Komi-Zyrian (phương ngữ lớn hơn cả, là cơ sở cho tiếng Komi văn học ở Cộng hoà Komi) và Komi-Permyak (còn gọi là Permyak, nói ở okrug Komi-Permyak, nơi nó có địa vị ngôn ngữ văn học). Một dạng nữa, Komi-Yodzyak là tiếng nói của một nhóm người Komi nhỏ, biệt lập ở đông bắc vùng Perm-nam Cộng hoà Komi.

## Phương ngữ
Có ba dạng chuẩn tiếng Komi văn học: 
- Tiếng Komi-Zyrian chuẩn (thường gọi đơn giản là Komi): dựa trên tiếng nói ở Syktyvkar, trung tâm nước Cộng hoà Komi.
- Tiếng Komi-Permyak chuẩn: đa phần dựa trên phương ngữ /v/ ở miền nam (Kudymkar), nhưng tiếp nhận sự biến thiên /v/~/l/ từ tiếng Komi-Zyrian (một phương ngữ /v/~/l/).
- Tiếng Komi-Yazva/Komi-Yodzyak chuẩn: từ lâu bị coi là một tiểu phương ngữ Komi-Permyak, song có nhiều nét riêng nên vào năm 2003, một hệ chữ Kirin dành riêng cho tiếng Komi-Yodzyak ra đời.

Theo Lytkin  (1966:44-49; 1976:106–115) và Teplyashina (1976:106–115), tiếng Komi chia ra làm bốn nhóm phương ngữ, tuỳ vào sự phát triển của âm *l trong ngôn ngữ Komi nguyên thủy.

dạng /l/
dạng /v/~/l/
dạng Ø~/l/
dạng /v/

1. Phương ngữ dạng L (Kosa-Sysola) lưu giữ âm /l/ ở mọi vị trí.
  - Luza-Letka (L-1)
  - Thượng lưu Sysola (L-2)
  - Trung lưu Sysola (L-3)
    - Pechora (bắt nguồn từ tiếng Komi Trung lưu Sysola) (L-4)

  - Komi-Yazva (L-5)
  - Komi-Permyak
    - Nhóm phương ngữ Bắc (Trung lưu Kama) (L-6)
    - Zyuzdino (Thượng lưu Kama) (L-7)
2. Phương ngữ dạng VL (Vychegda) biến *l ở vị trí cuối âm tiết thành /v/. Điều này tạo nên sự biến thiên hình-âm vị học /v/~/l/ ở cuối thân từ.
  - Thương lưu Vychegda (VL-1)
  - Syktyvkar (Komi-Zyrian chuẩn) (VL-2)
  - Hạ lưu Vychegda (VL-3)
  - Udora (VL-4)
3. Phương ngữ dạng ØL (Izhma) cũng biến *l ở cuối âm tiết thành /v/ đi kèm với kéo dài bù đắp, sản sinh ra nguyên âm dài. Nhóm này có biến thiên hình-âm vị học tương tự nhóm trên.
  - Vym (ØL-1)
  - Izhma (ØL-2)
4. Phương ngữ dạng V (Inva) biến *l thành /v/ ở mọi vị trí.
  - Cụm phương ngữ nam (Komi-Permyak chuẩn) (V)

| Vị trí của *l | Phương ngữ L    | Phương ngữ VL   | Phương ngữ V    | Phương ngữ ØL   | nghĩa                       |
| ------------- | --------------- | --------------- | --------------- | --------------- | --------------------------- |
| Cuối từ       | вӧл /vɘl/       | вӧв /vɘv/       | вӧв /vɘv/       | вӧӧ /vɘː/       | 'ngựa'                      |
| Cuối âm tiết  | вӧлтӧг /vɘltɘg/ | вӧвтӧг /vɘvtɘg/ | вӧвтӧг /vɘvtɘg/ | вӧӧтӧг /vɘːtɘg/ | 'thiếu ngựa, không có ngựa' |
| Giữa từ       | вӧлӧн /vɘlɘn/   | вӧлӧн /vɘlɘn/   | вӧвӧн /vɘvɘn/   | вӧлӧн /vɘlɘn/   | 'có ngựa, trên con ngựa'    |
| Đầu từ        | лым /lɨm/       | лым /lɨm/       | вым /vɨm/       | лым /lɨm/       | 'tuyết'                     |

## Đặc điểm
Tiếng Komi có bảy nguyên âm: /i/, /ɨ/, /u/, /e/, /ɘ/, /o/, /a/. Nó có 17 cách, với nhiều cách chỉ vị trị. Như các ngôn ngữ Ural khác, tiếng Komi không có giống. Động từ hợp với chủ từ về ngôi và số (ít/nhiều). Sự phủ định biểu đạt bằng trợ động từ, chia theo ngôi, số, thì.
Tiếng Komi là ngôn ngữ chắp dính với cấu trúc chủ-tân-động.